# Football Club de Nantes (féminines)
Maillots
Actualités
Dernière mise à jour : 19 janvier 2025.
La section féminine du Football Club de Nantes est un club de football féminin basé à Nantes (Loire-Atlantique) et fondé en 2012.
L'équipe évolue en Première Ligue.

## Histoire
À l'été 2012 est concrétisé le projet du club de créer une section féminine. Des équipes de jeunes sont d'abord mises en place, avec l'objectif de devenir un club féminin compétitif sur le plan national à long terme. L'équipe senior entre en compétition en 2014, en partant de la plus basse division, à savoir (3e division de district de Loire-Atlantique) à la suite d'échecs de rapprochement avec d'autres clubs de l'agglomération nantaise, dont le Nantes Saint-Herblain FF.
L'équipe progresse rapidement, terminant successivement en tête de la D3, la D2 et la D1 du district, jusqu'à accéder au niveau régional pour la saison 2017-2018. L'équipe s'illustre lors de cette saison en terminant une nouvelle fois en tête de son groupe en Régionale 2 (et en atteignant la finale de la Coupe des Pays de la Loire). Lors de la saison 2018-2019, l'équipe termine deuxième de Régionale 1 derrière Le Mans FC. Elle se qualifie ainsi pour les barrages d'accession à la D2, au cours desquels elle élimine le Paris CA puis Le Mans FC, accédant ainsi au niveau national pour la première fois de son histoire, 5 ans après la mise en place de l'équipe senior.
L'équipe U15, quant à elle, se distingue au début de la saison 2018-2019 en marquant 95 buts lors des trois premiers matches de championnat, devant être placée dans le championnat garçon pour plus d'équilibre.
La première saison des Nantaises au niveau national se solde par une 4e place au moment de l'arrêt des compétitions dû à la pandémie de Covid-19. La saison suivante est arrêtée encore plus prématurément, alors que le FC Nantes pointe à la deuxième position du groupe A. Malgré un espoir de barrage de promotion, la FFF décide finalement de ne promouvoir que l'AS Saint-Étienne et les Nantaises restent en Division 2.
Le 30 juillet 2021, le club annonce la nomination de Mathieu Ricoul, jusque-là entraîneur adjoint et entraîneur des gardiennes au poste d’entraîneur principal, en lieu et place de Tanguy Fétiveau qui dirigeait l'équipe depuis juin 2017. Le club arbore un budget d'un millions d'euros et douze contrats fédéraux (le maximum en D2) avec comme ambition affichée la promotion en D1. Au cours de la saison, l'équipe manque de peu la promotion dans l'élite avant de sombrer au début de l'exercice suivant, menant au remplacement de Mathieu Ricoul par Oswaldo Vizcarrondo le 24 octobre 2022. L'équipe, classée septième sur douze, est reléguée à l'échelon inférieur à la fin de la saison. Cependant, en raison de la liquidation judiciaire de l'AS Soyaux, le FC Nantes est repêché en tant que meilleur septième des deux groupes de D2 en tenant compte des confrontations directes face aux adversaires qui les précédaient au classement, et évolue en deuxième division pour la saison 2023-2024. Cette saison-là se conclut sur une deuxième place, terminant à égalité de points avec l'Olympique de Marseille mais devant grâce aux confrontations directes ; le FC Nantes est donc promu en Première Ligue 2024-2025.
Le premier match de la saison 2024/2025, le 21 septembre 2024, est marqué par un but de 35 mètres de Manon Uffren qui donne la victoire au club, sur le terrain du Havre,. Le 12 octobre 2024, l'équipe joue son premier match au stade de la Beaujoire, face au Paris Saint-Germain devant près de 17 000 spectateurs, ce qui constitue la 5e meilleure affluence historique du championnat de France féminin, et la meilleure en dehors des rencontres OL-PSG.

## Bilan saison par saison
Le tableau suivant retrace le parcours du club depuis sa première participation en 2014.
| Saison         | Division 1 | Division 2          | Division 3              | Divisions locales | Coupe de France               |
| 2013-2014      | -          | -                   | Compétition inexistante | District          | -                             |
| 2014-2015      | -          | -                   | Compétition inexistante | District          | 32e de finale                 |
| 2015-2016      | -          | -                   | Compétition inexistante | District          | Premier tour fédéral          |
| 2016-2017      | -          | -                   | Compétition inexistante | District          | 16e de finale                 |
| 2017-2018      | -          | -                   | Compétition inexistante | Régionale 2       | -                             |
| 2018-2019      | -          | -                   | Compétition inexistante | Régionale 1       | 16e de finale                 |
| 2019-2020      | -          | 4e (Gr. B)          | Compétition inexistante | -                 | Premier tour fédéral groupe C |
| 2020-2021      | -          | Compétition arrêtée | Compétition inexistante | -                 | Compétition arrêtée           |
| 2021-2022      | -          | 2e (Gr. A)          | Compétition inexistante | -                 | Demi-finale                   |
| 2022-2023      | -          | 7e (Gr. A)          | Compétition inexistante | -                 | Quart de finale               |
| 2023-2024      | -          | 2e                  | -                       | -                 | Huitième de finale            |
| 2024-2025 (it) | 7e         | -                   | -                       | -                 | Huitième de finale            |

## Personnalités du club

### Entraîneurs
- Tanguy Fetiveau (2017-2021)
- Mathieu Ricoul (2021-2022)
- Oswaldo Vizcarrondo (2022-mai 2023)
- Nicolas Chabot (depuis 2023)

### Joueuses prêtées
Le tableau suivant liste les joueuses en prêt pour la saison 2025-2026 
| \| \| P. \| Nat. \| Nom \| Date de naissance \| Sélection \| Club en prêt \| \| \| 999 \| D \| \| Maague Inès \| 11/06/2004 (21 ans) \| Cameroun -20 ans \| US Orléans \| \| |    |                     |             |                     |                  |              |  |
| | P. | Nat.                | Nom         | Date de naissance   | Sélection        | Club en prêt |  |
| 999 | D  | Drapeau du Cameroun | Maague Inès | 11/06/2004 (21 ans) | Cameroun -20 ans | US Orléans   |  |

|     | P. | Nat.                | Nom         | Date de naissance   | Sélection        | Club en prêt |  |
| 999 | D  | Drapeau du Cameroun | Maague Inès | 11/06/2004 (21 ans) | Cameroun -20 ans | US Orléans   |  |